# Yago Moreira Silva
Yago Moreira Silva (Cachoeiro de Itapemirim, Brasil; 28 de abril de 1994) es un futbolista brasileño. Juega de centrocampista y su equipo actual es el Lobos BUAP de la Primera División de México.

## Clubes
| Club             | País           | Año       |
| ---------------- | -------------- | --------- |
| Vasco da Gama    | Brasil         | 2012-2015 |
| Minnesota United | Estados Unidos | 2015      |
| Macaé            | Brasil         | 2016      |
| Tupi             | Brasil         | 2016      |
| Macaé            | Brasil         | 2016      |
| Seúl E-Land      | Corea del Sur  | 2017      |
| Alagoano         | Brasil         | 2018      |
| Lobos BUAP       | México         | 2018-     |